# Alex Kendrick
Alex Kendrick (Athens, 27 de setembro de 1970) é um premiado ator, escritor, produtor, diretor e pastor batista norte-americano.

## Biografia
Ele estudou na Kennesaw State University em comunicação e ganhou um Bachelor of Arts. Ele trabalhou como DJ cristão para duas estações de rádio, depois estudou teologia e se formou no Seminário Teológico Batista de Nova Orleans e foi ordenado pastor. 

### Carreira
Em 1999, ele se tornou pastor associado na Igreja Batista de Sherwood.
Em 2003, fundou a produtora Sherwood Pictures.
Em 2013, ele e seus dois irmãos deixaram a Sherwood Pictures para fundar a produtora Kendrick Brothers.

## Filmografia
| Ano  | Título                                            | Papel           | Notas                            |
| ---- | ------------------------------------------------- | --------------- | -------------------------------- |
| 2003 | Flywheel                                          | Jay Austin      | Ator Diretor Roteirista Produtor |
| 2006 | Facing the Giants                                 | Grant Taylor    | Ator Diretor Roteirista Produtor |
| 2008 | Fireproof                                         | Pastor Strauss  | Diretor Roteirista Ator Produtor |
| 2010 | 19 Kids and Counting                              | Ele Mesmo       | Episódio Douggars Go Hollywood   |
| 2011 | Courageous                                        | Adam Mitchell   | Ator Diretor Roteirista Produtor |
| 2013 | The Lost Medallion: The Adventures of Billy Stone | Daniel Anderson | Ator                             |
| 2014 | Moms' Night Out                                   | Pastor Ray      | Ator                             |
| 2015 | War Room                                          | Coleman Young   | Diretor Roteirista Ator          |
| 2019 | The Overcomer                                     | John Harrison   | Diretor Roteirista Ator          |
| 2022 | Lifemark                                          | Shawn Cates     | Ator Roteirista                  |

## Prémios e Indicações

### Movieguide Awards
| Ano  | Categoria   | Filme      | Resultado |
| ---- | ----------- | ---------- | --------- |
| 2012 | Melhor Ator | Courageous | Venceu    |

### Sabaoth International Film Festival
| Ano  | Categoria       | Filme    | Resultado |
| ---- | --------------- | -------- | --------- |
| 2004 | Melhor Roteiro  | Flywheel | Venceu    |
| 2004 | Melhor Filme    | Flywheel | Venceu    |
| 2004 | Prêmio Especial | Flywheel | Venceu    |